# Laquer (cuisine)

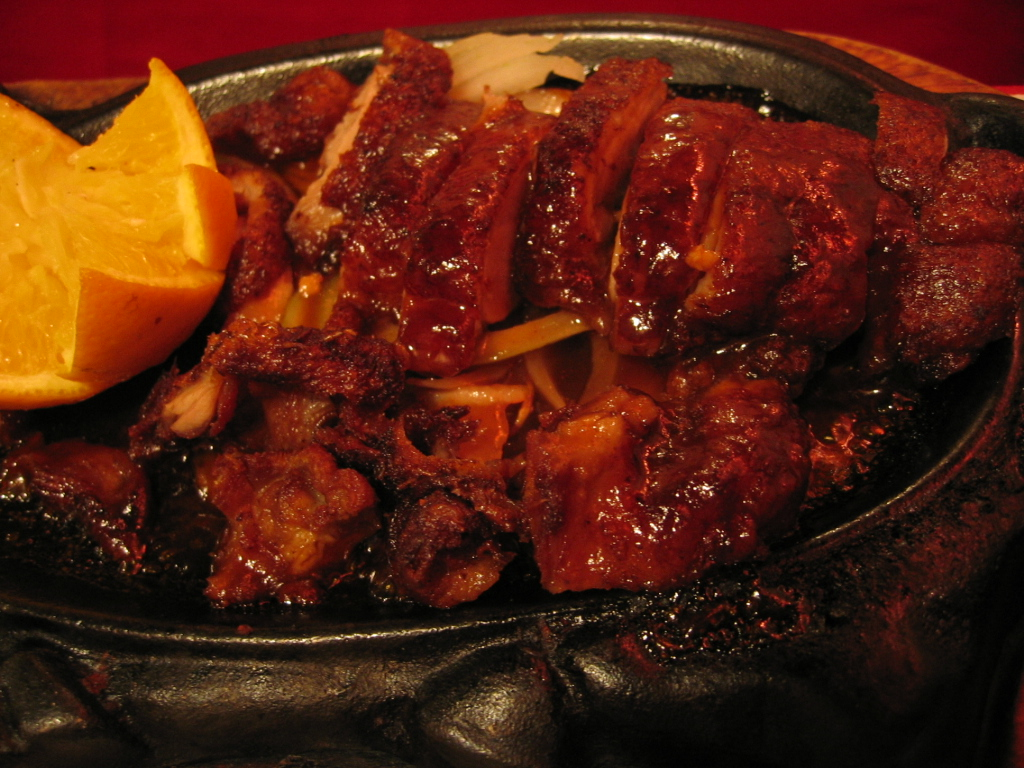
Canard laqué.

Le laquage en cuisine est une technique consistant à enduire la peau d'un animal de miel avant de le faire cuire. Cela donne un aspect luisant, un goût sucré et une texture croustillante à la peau de l'animal.
Parmi les recettes utilisant cette technique, on peut citer le canard laqué, et en particulier le canard laqué de Pékin.